# Jeremy Clarkson
Jeremy Charles Robert Clarkson (Doncaster, 11 de abril de 1960), mais conhecido apenas como Jeremy Clarkson, é um apresentador de televisão, radialista e escritor especializado em automobilismo. É mais conhecido por ser ex-co-apresentador do programa da BBC, Top Gear, juntamente com Richard Hammond e James May entre outubro de 2002 a março de 2015. Também escreve colunas semanalmente no The Sunday Times e no The Sun.
A partir de uma carreira como jornalista local no norte da Inglaterra, Clarkson começou a ganhar destaque público quando começou a apresentar o programa Top Gear em 1988. Desde meados de 1990, se tornou uma personalidade pública reconhecida, aparecendo regularmente na televisão britânica como apresentador de seus próprios programas, ou como convidado de outros programas. Assim como automobilismo, Clarkson também produziu muitos programas e livros de história e engenharia. Entre 1998 e 2000, apresentou seu próprio programa, Clarkson.
Suas opiniões e humor podem ser consideradas como tongue-in-cheek, onde suas afirmações são feitas de forma humorística, não sendo realistas, sérias, e não podendo ser levadas no sentido literal. No entanto, algumas dessas afirmações, normalmente feitas no programa Top Gear, geram reação do público, tanto positiva quanto negativa. A maior parte das vezes refletem em criticismo à mídia, política ou algum grupo de interesse. Ainda assim, Clarkson atraiu uma quantidade significativa do público no geral, sendo creditado como o fator mais importante do ressurgimento do programa Top Gear e de seu atual sucesso mundial, que, de acordo com o Guiness World Records, é o programa factual mais visto no mundo.
Após um incidente com um produtor do programa Top Gear, Clarkson foi demitido pela BBC. Os ex-co-apresentadores Richard Hammond e James May, assim como o produtor executivo Andy Wilman, abandonaram o programa, juntamente com Clarkson. Os quatro fundaram uma companhia, W. Chump and Sons, para produzir o programa The Grand Tour, da Amazon Video.

## Infância
Clarkson nasceu em Doncaster, West Riding of Yorkshire, Inglaterra. É filho de Shirley Gabrielle Clarkson, uma professora, e Edward Grenville Clarkson, um vendedor. Seus pais, que dirigiam um negócio vendendo abafadores de chá, inscreveram Clarkson em uma escola privada, mesmo não tendo a menor ideia de como iriam pagar a mensalidade. No último momento, quando ele tinha 13 anos, seus pais fizeram dois ursos de pelúcia Paddington, para cada um de seus filhos. Estes ficaram tão populares, que começaram a vendê-lo com um sucesso significativo suficiente para pagar o ensino de Clarkson.

### Escola
Clarkson estudou em Hill House School, Doncaster, e, posteriormente, Repton School. Clarkson afirmou que foi profundamente infeliz em Repton School, onde experimentou bullying extremo, que incluiu: ser jogado em uma piscina muito fria, espancamentos à noite, ser forçado a lamber sanitários, rasgo de suas roupas, além de danos à sua propriedade.
Clarkson foi expulso por vontade própria de Repton por "beber, fumar e incomodar." Estudou junto com o engenheiro Adrian Newey e com Andy Wilman, que posteriormente se tornaria seu colega apresentador do antigo Top Gear e ex-produtor executivo do atual formato.

## Sua vida
A primeira esposa de Clarkson foi Alexandra James, com quem se casou em 1989. O casamento durou apenas seis meses. Depois, em maio de 1993, casou-se com sua empresária, Frances Cain. O casal mora atualmente na cidade de Chipping Norton, situado no Cotswolds, com os seus três filhos. Ela normalmente compra-o presentes relacionados a carros. No natal de 2007, comprou-lhe um Mercedes-Benz 600.
Clarkson é fã da banda Genesis e foi na reunião da banda no Estádio de Twickenham.

## Carreira

### Carreira de escritor
O primeiro emprego de Clarkson foi como vendedor de ursos de pelúcia Paddington, para seus pais. Posteriormente, iniciou sua carreira como jornalista na Rotherham Advertiser, antes de também escrever para o Rochdale Observer, Wolverhampton Express and Star, Lincolnshire Life e Shropshire Star.
Ao escrever pela última vez (em 2015) em sua coluna para a revista Top Gear Magazine, ele creditou o Shropshire Star como o início de sua jornada como jornalista automotivo: "Eu comecei pequeno, no Shropshire Star com pequenos Peugeots e Fiats a Ford Granadas e Rovers, até que, depois de apenas 7 anos, eu tinha permissão para dirigir o Aston Martin Lagonda... foram dez anos até eu dirigir minha primeira Lamborghini."
Em 1984, Clarkson se formou na Agência de Imprensa Automobilismo (MPA), em que, juntamente com Jonathan Gill, realizou testes de condução para jornais locais e revistas automotivas. Começou a escrever regularmente na revista Top Gear Magazine desde seu lançamento, em 1993.
Atualmente, Clarkson escreve regularmente colunas para o The Sun e para o jornal The Sunday Times.
Clarkson também escreveu livros de humor sobre carros e vários outros assuntos. Muitos de seus livros são uma coleção de artigos que já escreveu no The Sunday Times.

### Televisão

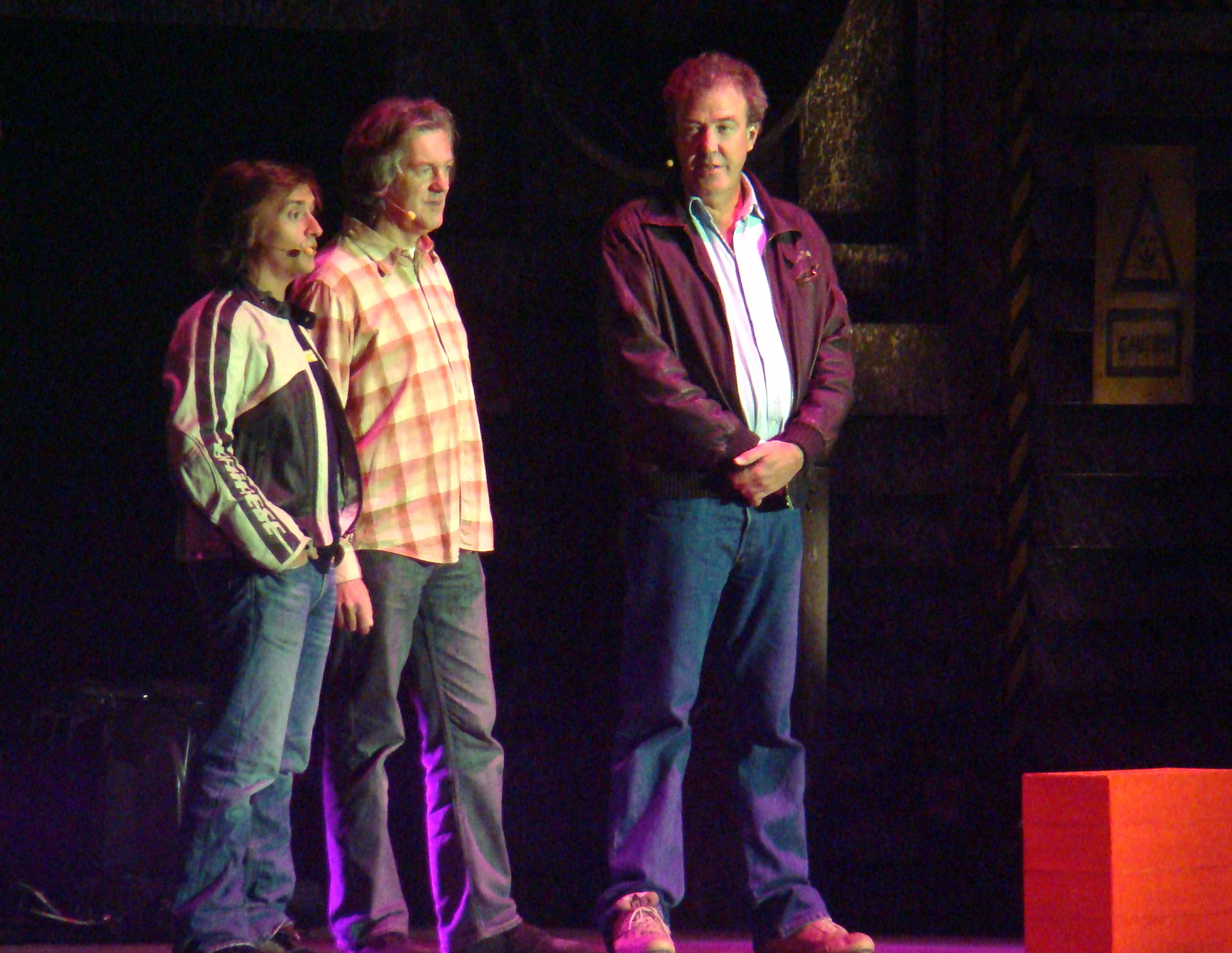
Clarkson (direita) junto com os ex-co-apresentadores do Top Gear, Richard Hammond (esquerda) e James May (centro), em 2008.

A primeira grande aparição de Clarkson na televisão foi quando ele se tornou um dos apresentadores do antigo Top Gear, em 27 de outubro de 1988 até 3 de fevereiro de 2000. O programa, que estava para ser cancelado pela BBC, contou com audiência crescente (principalmente por causa de Clarkson) o que lhe rendeu um novo formato, criado em 2002. No novo formato, trabalhou de 20 de outubro de 2002 até 8 de março de 2015. Juntamente com os ex-co-apresentadores Richard Hammond e James May, ele é creditado como o principal fator de o programa ter se tornado o programa factual mais visto do mundo de acordo com o Guiness World Records e o programa mais assistido na história da BBC Two, sendo transmitido em mais de 100 países no mundo todo.
Clarkson apresentou a primeira temporada da versão britânica de Robot Wars. Em seu talk show, Clarkson, composto por 27 episódios de meia hora, foi ao ar no Reino Unido entre novembro de 1998 e dezembro de 2000, e contou com entrevistas de hóspedes com músicos, políticos e personalidades de televisão. Clarkson também fez documentários de temas não relacionados a automóveis, tais como de história e de engenharia, embora tenha continuado na área automotiva.
Após Trinny e Susannah compararem o modo de Clarkson se vestir com a de um comerciante de mercado, ele foi persuadido a aparecer no programa de moda What Not to Wear para evitar ganhar o prêmio de "pessoa mais mal vestida de todos os tempos". Todas as tentativas de tentar reestilizar Clarkson foram rejeitadas por ele. Clarkson afirmou que preferiria comer seu próprio cabelo do que aparecer no programa de novo.
Para um episódio da primeira série da BBC de Who Do You Think You Are? transmitido em novembro de 2004, Clarkson foi convidado para investigar a história de sua família. Ele incluiu a história de seu tetravô John Kilner (1792-1857), que inventou o frasco de Kilner, um recipiente para frutas em conserva.
Em 1997, Clarkson apareceu no programa de comédia Room 101, onde os convidados nomeavam coisas que odiavam na vida. Também fez várias aparições no programa Parkinson e Friday Night com Jonathan Ross desde 2002. Em 2003, a sua personalidade foi considerada perfeita para a série Grumpy Old Men, onde homens de meia-idade falam sobre os aspectos do mundo moderno que mais os irritam. Desde que o apresentador Angus Deayton do programa Have I Got News For You foi demitido em outubro de 2002, Clarkson fez várias aparições no programa como apresentador principal. Em 2 de outubro de 2015, ele apresentou o programa pela última vez, logo após ser demitido pela BBC.
Em 2007, Clarkson ganhou o prêmio National Television Awards. Também em 2007, Clarkson ganhou mais de £1 milhão por ano apresentando o programa Top Gear, e mais £1,7 milhão em livros, DVDs, e colunas de jornal.
Clarkson, juntamente com James May, foram as primeiras pessoas da história a chegar ao polo norte magnético em um carro, em 2007. A aventura foi filmada em um episódio especial de Top Gear, chamado Especial Polar.
Em 2008, Clarkson sofreu pequenas lesões em suas pernas, costas e mãos ao colidir um caminhão contra uma parede de tijolos, para a gravação da 12ª temporada de Top Gear.
Em 2014, recebeu £4,8 milhões de dividendo e mais £8,4 milhões por parte da BBC Worldwide, trazendo seu pagamento para mais de £14 milhões por ano.
Em 30 de julho de 2015, foi anunciado que Clarkson, juntamente com os ex-co-apresentadores de Top Gear (Richard Hammond e James May), assinaram um contrato para apresentar um novo programa na Amazon Video para o final de 2016. Em 11 de maio de 2016, Clarkson confirmou em seu Twitter que o programa seria chamado The Grand Tour, e iria ser gravado em um local diferente toda semana.

## Opiniões pessoais
Clarkson sempre foi muito crítico quanto a relação entre a Grã-Bretanha e os Estados Unidos. No geral, comumente zomba o sotaque norte-americano e refere-se aos EUA como "Estados Unidos da Total Paranoia", dizendo que nele é necessário autorização para fazer tudo, menos comprar armas. Além disso, zomba a obesidade do estadunidense. Quando estava em uma concessionária e não sabia como convencer o vendedor de abaixar o preço do carro, disse "talvez se eu oferecer um hambúrguer..."
Embora Clarkson tenha antipatia com a política verde e pouco respeito com grupos como o Greenpeace, apoia a causa do ambientalismo e acredita que as pessoas deveriam ser mais amigáveis ao meio ambiente. No entanto, não gosta da ideia de carros elétricos e acredita que estes nunca funcionarão como substitutos para os normais, que utilizam combustíveis fósseis. Acrescenta que, se isso for necessário, grandes metrópoles como Londres sofrerão com a déficit de energia. Além disso, boa parte da energia elétrica produzida em Londres provém de fontes não-renováveis, sendo totalmente contraditório utilizar carros elétricos para "salvar o planeta". Para ele, a solução para longo-prazo seria utilizar o hidrogênio como fonte de energia.
Em seu livro For Crying Out Loud, Clarkson descreveu-se como um ateu, dizendo que "não se arrepende de ser um ateu". Em sua coluna no The Sunday Times, descreve-se como "completamente não-religioso". Na mesma coluna, afirma que cada pessoa tem sua própria "bússola moral" não sendo necessária a religião, e que mais pessoas morreram por causa de Deus do que por causa de Hitler. Depois, conclui que: "moralmente, o mundo não seria nada pior se a religião fosse abolida. Praticamente, seria muito, muito melhor". Escrevendo na revista Top Gear sobre religião, diz que: "Pessoas inventam amigos imaginários e depois literalmente atiram em outras pessoas cujo amigo imaginário é um pouquinho diferente".
Clarkson tem uma visão muito crítica de políticos. É a favor da liberdade pessoal e diz que "o governo deveria nos deixar em paz". Ao entrevistar Boris Johnson, prefeito de Londres, no programa Top Gear disse, enquanto lia suas decisões tomadas como prefeito, que "é incrível como eu discorde de cada uma delas". É contra o pedágio urbano de Londres ou qualquer outro tipo de taxa para circulação de veículos. Costuma criticar os motoristas de ônibus de Londres pela falta de gentileza e criticar motoristas de trailers por atrapalharem o trânsito. Clarkson também é contra a saída do Reino Unido da União Europeia.

Clarkson, também, criticou a ativista sueca Gretha Thunberg, afirmando que dizer que vamos morrer não resolve o problema climático.